# 来派

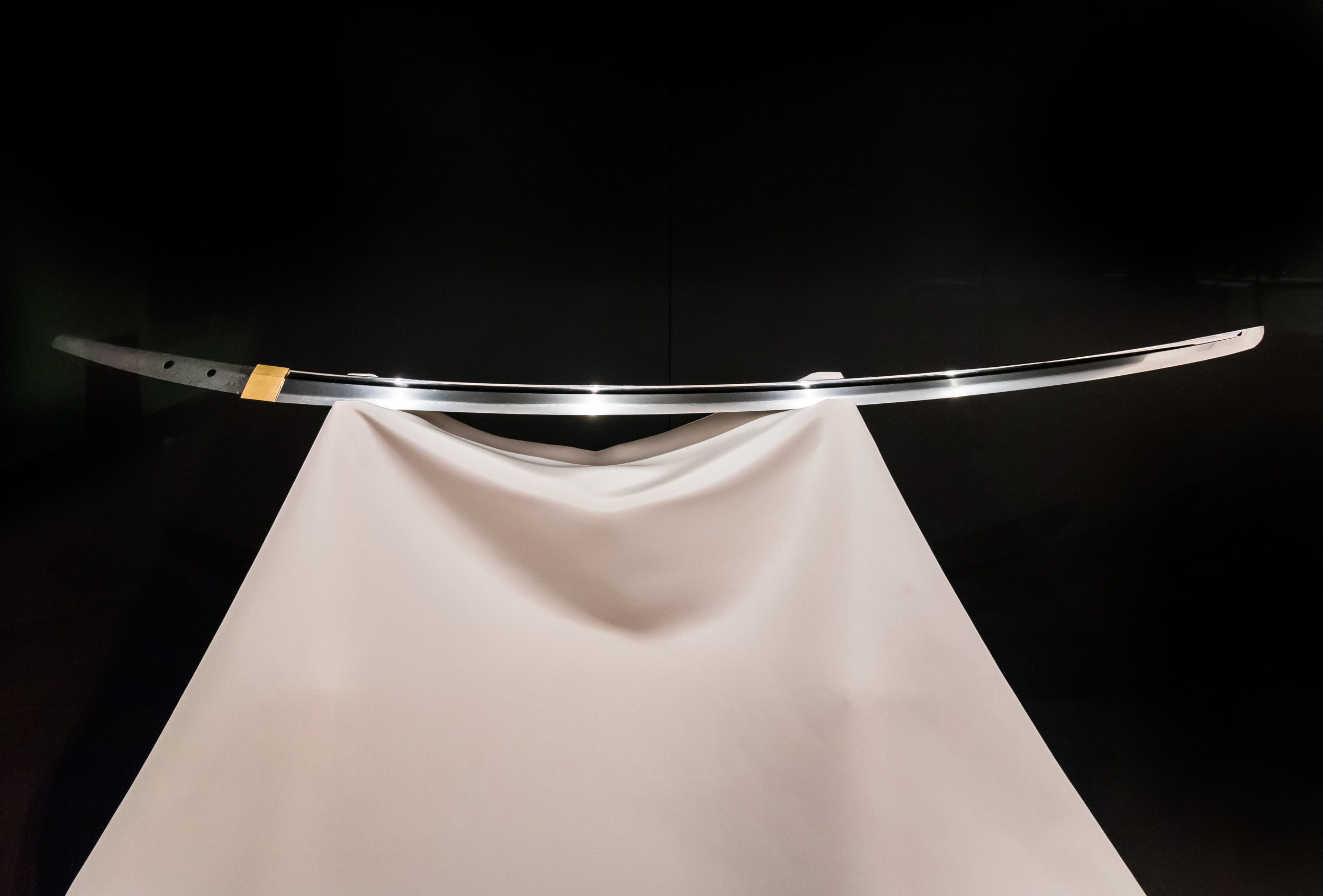
太刀。来国光。銘「来国光 嘉暦二年二月日」。1327年。東京国立博物館蔵。国宝

来派（らいは）は、日本刀の刀工の流派の一つで五箇伝のうち山城伝に属する。鎌倉時代中期から南北朝時代にかけて山城国（京都府）で活動した。主な刀工に国行、国俊（二字国俊）、来国俊、来国光、来国次らがいる。

## 概要
山城国では古くから日本刀の製作が行われていた。在銘の作刀が残る刀工としては最古に属する三条宗近は永延年間（987 – 988年）頃の人と伝え、鎌倉時代初期には粟田口派が出現した。来派はこれよりやや遅れて鎌倉時代中期から作例を見る。観智院本「銘尽」によれば、来派は高麗（朝鮮）からの帰化人を出自とするという。一派の祖は国吉であるとされるが、現存確実な作刀はなく、国行が一派の実質的な祖とみなされている。本項に掲げる「国行」「国俊」「国光」「国次」が特に著名な刀工であるが、他に、光包、了戒等がいる。また、南北朝前後に九州菊地へ移住したと伝わる「国村」を祖とする延寿派を始め、摂津の中島来一派等、来派の鍛刀技術は各地へ広まった。地方へ移住した一派の中で最も名品が多い「延寿派」は、大正の27代末孫延寿国俊まで門跡を残す。

## 作風の特徴
- 体配 - 太刀、短刀が多く、薙刀、剣をまれに見る。太刀は鎌倉中～末期の姿となる。細身の作もあるが、総じて身幅広く、反り高く、中切先が猪首となった姿のものが多い。反りは、刃長の中程に反りの中心がある鳥居反り（輪反り、京反り）となるものが典型的だが、国行などには踏ん張りがつき、腰反りとなるものもある。短刀は長さ尋常で重ね厚く、身幅狭く、フクラ枯れ、鋭いものとなる。振袖茎（なかご）も見る。ただし、来国次などには寸延びの短刀（平造り脇指）も見る。
- 地鉄 - 小板目肌良く詰み、細かな地沸が一面につく。沸映りが見られるのもこの派の特色である。なお、鍛えの弱い肌が片面、もしくは両面の一部に現れることが多く、これを「来肌」と称して鑑定上の見所とされている。
- 刃文 - 直刃（すぐは）、あるいは直刃に小乱や小丁子を交えるものを基本とする。備前伝と比較して、刃縁の沸が強い。匂口深いものと匂口締まりごころのものがあるが、いずれも足、葉など刃中の働きの盛んなものである。帽子は直ぐに小丸、あるいは乱れ込み掃き掛けて小丸に返るものなど。

なお、上述は来派の一般的な作風であり、南北朝期にかかると思われる来国光、国次の作品には、相州伝の影響を受けたと思われる、乱れ刃や沸の働きの強いものも見られる。
刀剣用語の補足説明
- 沸（にえ） - 刃文を構成する鋼の粒子が肉眼で1粒1粒見分けられる程度に荒いものを沸、1粒1粒見分けられず、ぼうっと霞んだように見えるものを匂（におい）と称する。沸も匂も冶金学上は同じ組織である。沸と同様のものが地の部分に見えるものを地沸と称する。
- 映り（うつり） - 地の部分に刃文とほぼ平行して影のように見えるもので、備前刀の特色であるが、他国の作刀にも見られる。
- 足、葉 - 地と刃の境から刃縁に向かって延びる短い線状のものを足、同様のものが刃中に孤立しているものを葉という。
- 匂口 - 地と刃の境目が線状に細く締まっているものを「匂口締まる」と言い、その他作風によって「匂口深い」「匂口沈む」「匂口うるむ」等と表現する。
- 帽子 - 切先部分の刃文のことで、流派や刀工の個性が現れやすく、鑑賞、鑑定上も見所となる。

以下に主な刀工の作風と代表作について記載する。

## 国行

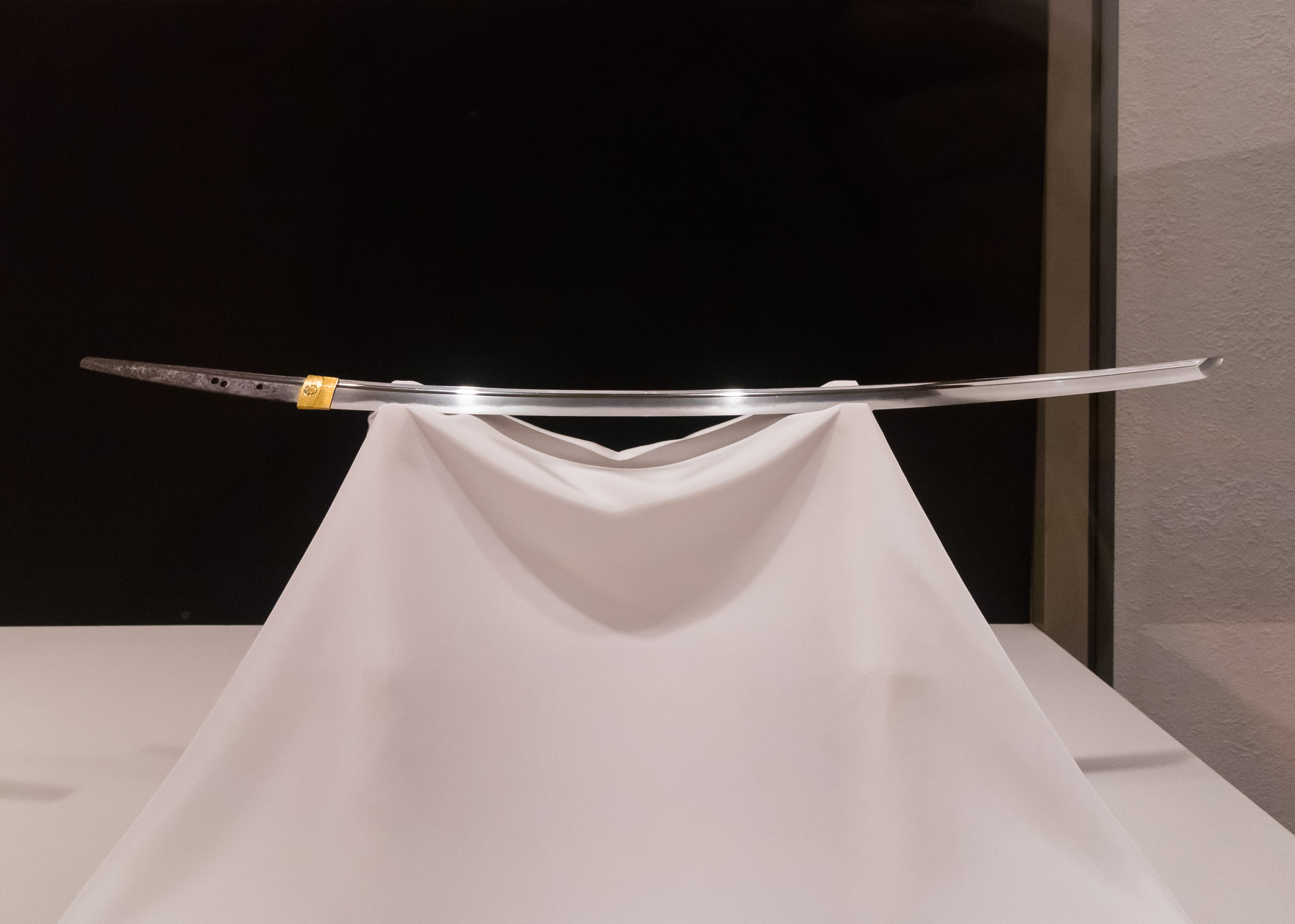
太刀。銘国行。東京国立博物館。重要文化財

### 概要
鎌倉時代中期の刀工で生没年不詳。来派の実質的な祖である。
現存作は太刀が多く、短刀はほとんど見かけない。銘字は「国行」2字に切り、「来」字を冠しない。
作刀の体配は、鎌倉時代中期特有の、腰反り高く、幅広で、切先は中切先が猪首（いくび）となったものが多いが、やや細身の作もある。刃文は、国宝の太刀のように直刃を基調に丁子を交えるものと、佐野美術館蔵の太刀（重要美術品）のように丁子乱れ主体のものとがある。

### 作品
国宝
- 太刀 銘国行（号　明石国行）（日本美術刀剣保存協会）身幅広く、腰反り高く、中切先の鎌倉時代中期特有の体配であるが、国行の作中ではやや細身に属する。地鉄は小板目つみ、やや肌立ち、刃文は広直刃調に丁子を交え、刃中の働きが盛んなものである。明石松平家伝来のため「明石国行」の異名を持つ。茎は生ぶで雉股形となり、茎尻に手抜き緒通しの孔があり、貴重である。
- 太刀 銘国行（婚礼調度類内）（愛知・徳川美術館）

重要文化財
- 太刀 銘国行（静岡・久能山東照宮）
- 太刀 銘国行（静岡・久能山東照宮）
- 太刀 銘国行（愛知・徳川美術館）
- 太刀 銘国行（岡山・作楽神社）
- 太刀 銘国行（愛媛・伊佐爾波神社）
- 太刀 銘国行（個人蔵）1931年指定
- 太刀 銘国行（個人蔵）1935年指定
- 太刀 銘国行 1937年指定、第二次大戦後連合国軍により接収され、以後所在不明。
- 太刀 銘国行（個人蔵）1941年指定
- 太刀 銘国行（刀剣ワールド財団蔵）1952年指定
- 刀 伝国行（国立歴史民俗博物館）1954年指定
- 刀 伝国行（東京・吉祥寺）1952年指定
- 刀 伝国行（個人蔵）1956年指定
- 刀 伝国行（個人蔵）1961年指定

## 国俊

### 概要
国行の子とされる国俊には「国俊」と二字銘に切る者と、「来国俊」と三字銘に切る者がおり、古来、同人説、別人説があるが、作風の違いから両者を別人と見る説が有力である。銘を「国俊」と切る刀工を、「来国俊」と区別する意味で「二字国俊」と通称する。「二字国俊」の作は来国俊の作に比べ、猪首切先で豪壮な作が多い。弘安元年（1278年）銘の太刀があり、おおよその作刀年代が知られる。小太刀もあり、徳川美術館所蔵の「名物　鳥養国俊」（重要美術品）は出来優れる。

### 作品
重要文化財
- 太刀 銘国俊（東京国立博物館）有馬家伝来で、国俊作中最も豪壮な作である。
- 太刀 銘国俊（個人蔵）1933年指定
- 太刀 無銘伝国俊（三重・合資会社苗秀社）
- 刀 伝国俊（刀剣ワールド財団蔵）1941年指定
- 刀 伝国俊（所在不明）1941年指定、『国宝・重要文化財大全』に写真なし
- 刀 額銘国俊（個人蔵）1953年指定
- 短刀 銘国俊（名物　愛染国俊）（法人蔵）

文化庁による所在確認調査の結果、所在不明とされた物件については「所在不明」とした。

## 来国俊

### 概要
鎌倉時代末期の刀工。国行や二字国俊に比べ、細身の穏やかな作が多い。来国俊以降、短刀の作を多く見る。刃文は直刃を主体とし、乱れ刃の作でも小丁子、小互の目を主とした穏健な作風のものが多く、大模様の乱れ刃の作はまず見かけない。現存作は太刀、短刀ともに多く、薙刀や剣もある。正応から元亨（1288 – 1324年）に至る在銘作があり、この間同名2代があるとする説もある。徳川美術館には「来孫太郎作」銘の太刀があるが、銘振りから「来孫太郎」は来国俊の通称とされている。

### 作品
国宝
- 太刀 銘来国俊（個人蔵）細めの太刀で、小丁子に小互の目（こぐのめ）を交えた乱れ刃の作。庄内藩家老、菅家伝来。
- 小太刀 銘来国俊・黒漆蛭巻太刀拵（二荒山神社）
- 短刀 銘来国俊 正和五年十一月日（熱田神宮）1316年
- 短刀 銘来国俊（黒川古文化研究所）
- 太刀 銘来孫太郎作 /（花押）正応五年□辰八月十三日（以下不明）（徳川美術館）

重要文化財
- 太刀 銘来国俊 永仁五年三月一日（号 蛍丸） - 第二次大戦後連合軍により接収され、以後所在不明。写真なし。
- 太刀 銘来国俊 正和二二年十月廿三日□□歳七十五（愛知・徳川美術館）
- 太刀 銘来国俊 元応元年八月日（個人蔵）
- 太刀 銘来国俊（紀州東照宮）
- 短刀 銘来国俊（奈良・談山神社）
- 薙刀 銘来国俊（個人蔵）

## 来国光
鎌倉時代末期から南北朝時代の刀工。来国俊の子とされる。太刀姿は切先が延びた南北朝時代の作風を示すものが多く、来国俊よりは豪壮である。作域は広く、来派伝統の直刃主体で小沸出来のものと、乱れ刃主体で沸の強い作とがあり、後者は正宗などの相州伝の影響を受けたものとされる。現存作は太刀、短刀ともに多く、短刀の方に沸の強く覇気のある作風が見られる。年紀ある作刀は嘉元2年（1327年）から、元徳・貞和を経て観応2年（1351年）に及ぶ。このうち、貞和・観応の作は銘振りの相違などから2代目の作とする説もある。

### 作品
国宝
- 太刀 銘来国光 嘉暦二年二月日（東京国立博物館）
- 太刀 銘来国光（九州国立博物館）
- 短刀 銘来国光（有楽来国光）（刀剣ワールド財団蔵）織田有楽斎が豊臣秀吉より拝領したもので、後、徳川家へ献上。

重要文化財
- 太刀 銘来国光（宮城・鹽竈神社）
- 太刀 銘来国光（二荒山神社）

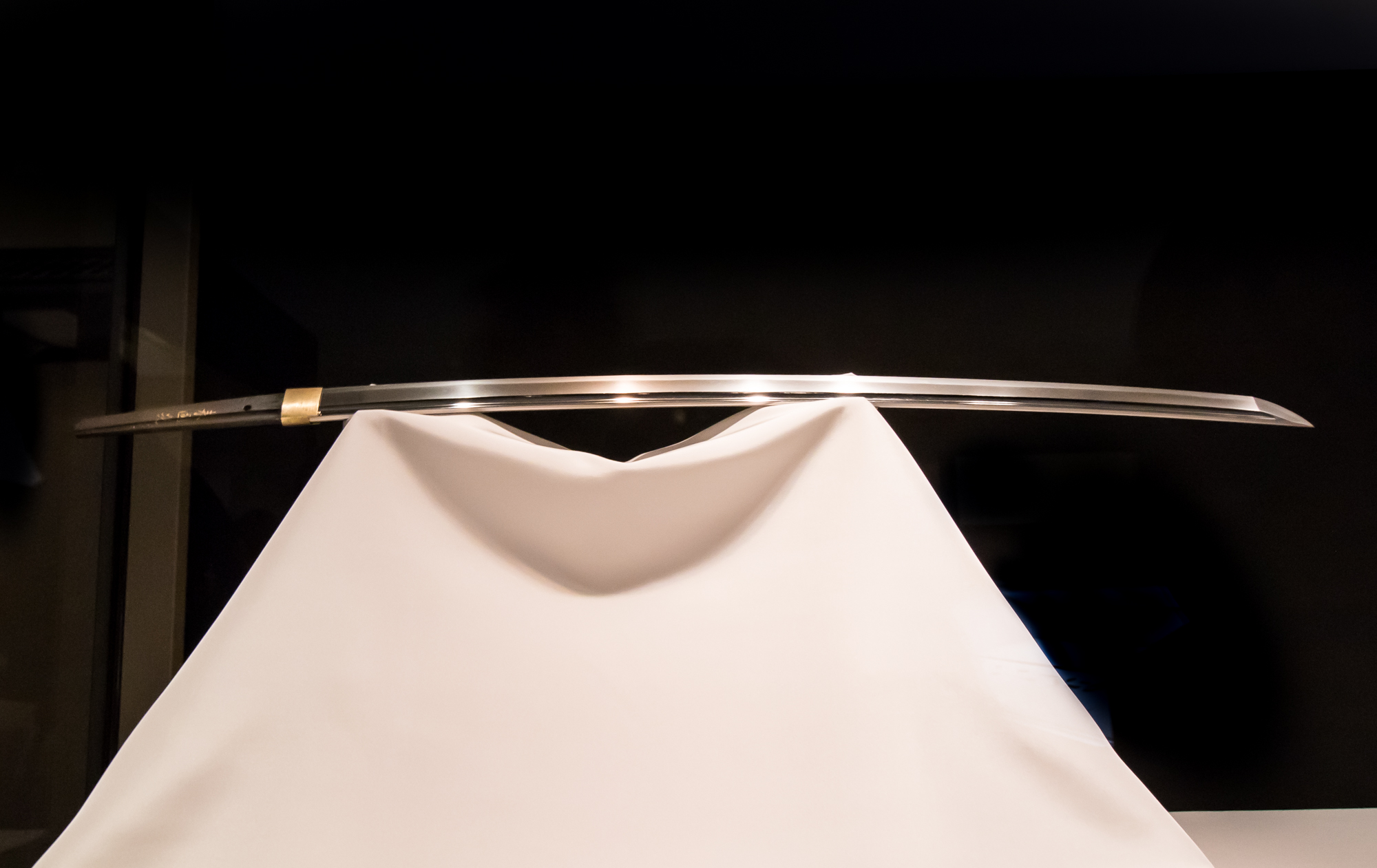
刀 金象嵌銘「来国光」 スリ上 本阿（花押）

- 太刀 銘来国光（静岡・秋葉山本宮秋葉神社）
- 太刀 銘来国光（愛知・徳川美術館）
- 太刀 銘来国光（佐賀・松原神社） - 第二次大戦後連合軍により接収され、以後所在不明。
- 太刀 銘来国光（刀剣ワールド財団蔵）1935年指定
- 太刀 銘来国光（埼玉・個人旧蔵）1952年指定

- 太刀 銘来国光（個人蔵、萬野美術館旧蔵）1938年指定
- 太刀 銘来国光（所在不明）1935年指定、前田家伝来
- 太刀 銘来国光・梨地金螺鈿蛭巻打刀拵（個人蔵）1958年指定
- 太刀 額銘来国光、切付銘埋忠磨上之（京都国立博物館）
- 刀 金象嵌銘来国光スリ上 本阿（花押）（東京国立博物館）
- 刀 無銘来国光（広島・ふくやま美術館）1956年指定
- 刀 無銘来国光（個人蔵）1959年指定
- 刀 無銘来国光（個人蔵）1960年指定
- 短刀 銘来国光 元徳二年以下切（所在不明）
- 短刀 銘来国光（塩川来国光）（刀剣ワールド財団蔵）
- 短刀 銘来国光（池田来国光）（個人蔵）
- 脇指 銘来国光（新身来国光）（個人蔵）
- 短刀 銘来国光（和歌山・広八幡神社）
- 短刀 銘来国光（法人蔵）1953年指定

文化庁による所在確認調査の結果、所在不明とされた物件については「所在不明」とした。

## 来国次

### 概要
来国光の子または弟子と伝える。来派の中では沸の強い乱れ刃を焼く異色の作風を示し、正宗などの相州伝の影響を強く感じさせる。地刃ともに沸が強く、地鉄は肌立つものがあり、地景が目立つ点も相州風である。

### 作品
国宝
- 短刀 銘来国次（個人蔵）

重要文化財
- 太刀 銘来国次（山形・蟹仙洞）前田家伝来、1991年盗難
- 太刀 銘来国次（個人蔵）徳川将軍家伝来
- 刀 金象嵌銘来国次本阿（花押）（個人蔵） - 『国宝・重要文化財大全』に写真なし。
- 脇指 銘来国次（個人蔵）